# Staiti
Staiti (Στάτη, traslitterato Stàti, in greco-calabro) è un comune italiano di 159 abitanti della città metropolitana di Reggio Calabria in Calabria. È uno dei comuni calabresi di lingua greca.
Secondo i dati ISTAT al 30 settembre 2012 è il comune meno popolato della Calabria.

## Geografia fisica
Staiti sorge arroccato sul fianco della Rocca Giambatore (m 681) a 550 m s.l.m. e con vista sull'ampia valle della fiumara di Bruzzano, all'estremo confine sud del Parco nazionale dell'Aspromonte

## Storia
Di origini incerte, si suppone essere nato intorno al 1500 come luogo d'avvistamento facente parte del feudo di Brancaleone allora retto da Geronimo Ruffo. Assunse l'odierna denominazione allorché fu acquistato dalla famiglia Staiti (nome tutt'oggi molto diffuso specialmente nel Messinese) che lo fortificò e lo cedette poi ai principi Carafa di Roccella Ionica che lo tennero presumibilmente fino al 1806 (epoca dell'eversione della feudalità).
L'abitato, come consuetudine dei paesi arroccati, segue l'ardua orografia del territorio e si incastona perfettamente su questa roccia che dà una sensazione di precarietà e sicurezza al tempo stesso.
Tutto l'interesse ruota attorno alla Chiesa di Santa Maria della Vittoria, la Piazza antistante il grande edificio religioso è il punto di incontro dei cittadini. Oggi la comunità è molto piccola, la meno numerosa dell'Area Grecanica, ma un tempo Staiti era fiorente, con una popolazione che si attestava intorno alle 1500 unità ed aveva una florida economia anche in epoche di crisi.

## Monumenti e luoghi d'interesse

### Chiesa di Santa Maria di Tridetti

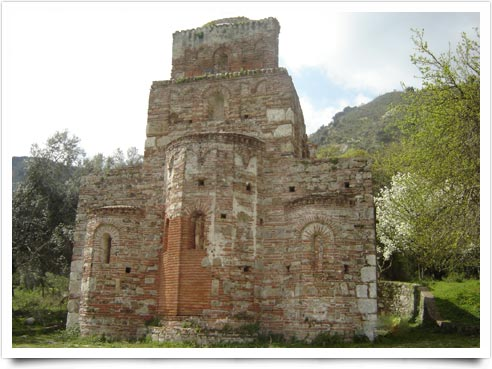
La chiesa basiliana di Santa Maria di Tridetti di epoca normanna (XI sec.)

Dichiarata Monumento Nazionale, la chiesa è dei primi tempi normanni (XI sec.), ma edificata sopra uno schema greco, perché destinata ad un culto greco, quale era praticato dai Basiliani. Infatti in origine era annessa ad un monastero basiliano di cui non resta alcuna traccia.
Il connubio dell'arco ogivale con quello a pieno centro, che occorre nel presbiterio di Santa Maria di Tridetti è una prova lampante della fusione delle due maniere bizantina e normanna. Come dire l'incontro tra due culture non solo costruttive, ma anche religiose e comportamentali quella orientale bizantina e quella occidentale normanna, che ha avuto poi successivi sviluppi in altri esempi nell'architettura religiosa calabrese. Passando tra le pareti rimaste in piedi dell'antica Chiesa si carpiscono elementi della tecnica costruttiva greca denominata a pre-cloisonné o semplicemente pre-castone, che prevede l'uso di materiali di recupero provenienti da altri edifici più antichi. Nel paramento murario che dovette essere sicuramente rivestito ad intonaco si nota uso dei blocchi di pietra attorno ai quali furono inseriti frammenti di mattoni. come anche la posizione che vede le tre absidi rivolte ad oriente e la facciata ad occidente, ma ciò che colpisce veramente è la magia di una Chiesa che ha resistito a calamità naturali portando fino ai giorni nostri la testimonianza dell'importanza del culto religioso nella Calabria medievale.

## Società

### Evoluzione demografica
Abitanti censiti

### Etnie e minoranze straniere
Secondo i dati ISTAT al 31 dicembre 2009 la popolazione straniera residente era di 11 persone. Le nazionalità maggiormente rappresentate in base alla loro percentuale sul totale della popolazione residente erano:
- Romania 8 2,70%

### Tradizioni e folclore
La festa di Sant'Anna costituisce il momento culminante della vita religiosa e civile della comunità staitese. Tornano gli emigrati da ogni parte d'Italia e d'Europa e i devoti dei paesi vicini. I giorni della Novena, dal 16 al 24 luglio, sono scanditi dal suono dei tamburi che richiamano i fedeli.

## Cultura
Il "Museo dei Santi Italo-Greci" contiene 22 pregevoli icone di Santi che hanno vissuto nel territorio dell'antica Magna Grecia. Di notevole fattura, i 18 bassorilievi, in terracotta refrattaria, degli scultori Francesco e Fortunato Violi, rappresentanti la storia di diciotto basiliche medioevali calabresi. Le sculture, di dimensioni 170x150 cm e 300x300 cm, sono iscritte dentro una cornice in cotto. L'opera arreda l'esterno di tutte le mura della città, senza comprometterne l'identità.

### Gastronomia
Staiti è rinomato per i suoi “maccarruni e carni i crapa”, prodotto tipico locale che viene promosso nell'ormai consueta sagra della seconda domenica di agosto.
Tra i prodotti coltivati in loco: la mela rossa di Staiti, di forma sferica, cresce a grappoli, è profumata, di pezzatura medio-piccola. Vengono colte verso la metà di ottobre..

## Infrastrutture e trasporti
Staiti si raggiunge dalla costa jonica tramite la SP 66.
Staiti è servita con autobus dalla Stazione FS di Brancaleone.

## Amministrazione
| Periodo          | Periodo        | Primo cittadino             | Partito                               | Carica                    | Note |
| ---------------- | -------------- | --------------------------- | ------------------------------------- | ------------------------- | ---- |
| 17 novembre 1996 | 13 maggio 2001 | Antonino Zappia             | lista civica di centro-sinistra       | sindaco                   |      |
| 13 maggio 2001   | 29 maggio 2006 | Vincenzo Ielo               | lista civica di centro-destra         | sindaco                   |      |
| 29 maggio 2006   | 16 maggio 2011 | Vincenzo Ielo               | lista civica                          | sindaco                   |      |
| 16 maggio 2011   | 7 maggio 2012  | Valerio De Joannon          |                                       | commissario straordinario |      |
| 7 maggio 2012    | 11 giugno 2017 | Antonio Domenico Principato | lista civica I giovani per Staiti     | sindaco                   |      |
| 11 giugno 2017   | in carica      | Giovanna Pellicanò          | lista civica Il futuro è nelle radici | sindaco                   |      |